# Зірка над Вифлеємом та інші розповіді
«Зірка над Вифлеємом та інші розповіді» (англ. Star Over Bethlehem and other stories) — ілюстрована книга поезій та оповідань на християнську тему англійської письменниці Агати Крісті. Видана у Великій Британії видавництвом Collins 1 листопада 1965 року, і у США видавництвом Dodd, Mead and Company.
Збірка містить п'ять віршів та шість оповідань на християнську тематику. Ця книга призначена переважно для дітей, але в ній є також історії спрямовані на дорослу аудиторію. Мало відомо про причини написання цієї книги, але, як відомо, Крісті зберегла свої християнські переконання протягом всього життя, і тому була задоволена, коли їй запропонували видати цю книгу.

## Збірка

### Вірші
- Привітання (англ. A Greeting)
- Вінок до Різдва (англ. A Wreath for Christmas)
- Золото, ладан і смирна (англ. Gold, Frankincense and Myrrh)
- Дженні з небес (англ. Jenny by the Sky)
- Святий Боже (англ. The Saints of God)

### Короткі історії
- Зірка над Вифлеємом (англ. Star Over Bethlehem)
- Хвалькувате вісля (англ. The Naughty Donkey)
- Водний автобус (англ. The Water Bus)
- У вечірній прохолоді (англ. In the Cool of the Evening)
- Захист всевишнього (англ. Promotion in the Highest)
- Острів (англ. The Island)